# Folketingswahl 1906
- Social.: 24
- Rad. V.: 9
- Sonst.: 4
- Venstr.: 56
- Mod. V.: 9
- Højre: 12

Die Folketingswahl 1906 am 29. Mai war die 27. Wahl zum Folketing, der zweiten Kammer des dänischen Parlaments. Die Venstrereformpartiet konnte erneut die meisten Sitze gewinnen, verfehlte aber knapp die absolute Mehrheit. Die Radikale Venstre, die erstmals antrat, kam in neun Wahlkreis siegreich hervor. Die Regierung Christensen, die von der Venstrereformpartiet bereits seit 1905 geführt wird, hat ihre Amtsgeschäfte weiter fortgesetzt und wurde im Oktober 1908 durch die Regierung Neergaard I abgelöst.

## Wahlmodus
Die 114 Sitze des Folketings wurden über ebenso viele Wahlkreise nach Mehrheitswahlrecht vergeben. Wahlberechtigt zur Folketingswahl waren dänische Männer, die das 30. Lebensjahr vollendet hatten und über einen eigenen Wohnbesitz in Dänemark verfügten. Ausgeschlossen waren jedoch Personen, die in der Vergangenheit Armutshilfe erhielten und diese noch nicht zurückzahlten oder unter Vormundschaft standen. Unter diesen Voraussetzungen waren somit nur etwa 16,8 % der Bevölkerung wahlberechtigt.

## Ergebnisse
Die Venstrereformpartiet trat in 83 der 114 Wahlkreise an, die Radikale Venstre in 52 und die Moderate Venstre in 21 Wahlkreisen. Von der Højre waren 68 Wahlkreise besetzt worden, die Sozialdemokraten stellten 62 Kandidaten auf. In Thisteds 1. Wahlkreis trat nur ein Kandidat der Venstrereformpartiet an, sodass sich dieser einzig gegen 116 Nein-Stimmen durchsetzen musste.
| Partei                                               | Stimmen   | Prozent   | Sitze     | ± Sitze   |
| ---------------------------------------------------- | --------- | --------- | --------- | --------- |
| Venstrereformpartiet Venstre-Reform-Partei           | 94.262    | 31,2 %    | 56        | ▼17       |
| Socialdemokratiet Sozialdemokraten                   | 76.612    | 25,4 %    | 24        | ▲ 8       |
| Højre og Frikonservative Rechte und Freikonservative | 63.335    | 21,0 %    | 12        | ▬ 0       |
| Radikale Venstre Sozialliberale                      | 38.151    | 12,6 %    | 09        | ▲ 9       |
| Det Moderate Venstre Moderate Liberale               | 20.487    | 06,8 %    | 09        | ▼ 3       |
| Parteilose                                           | 09.099    | 03,0 %    | 04        | ▲ 3       |
|                                                      |           |           |           |           |
| Wahlberechtigte                                      | 438.341   | 438.341   | 438.341   | 438.341   |
| Abgegebene Stimmen                                   | 305.728   | 305.728   | 305.728   | 305.728   |
| Gültige Stimmen                                      | 302.062 a | 302.062 a | 302.062 a | 302.062 a |
| Wahlbeteiligung                                      | 69,7 %    | 69,7 %    | 69,7 %    | 69,7 %    |